# Saint-Étienne-du-Bois (Ain)
Saint-Étienne-du-Bois ist eine französische Gemeinde mit 2.569 Einwohnern (Stand: 1. Januar 2022) im Département Ain in der Region Auvergne-Rhône-Alpes. Sie gehört zum Kanton Saint-Étienne-du-Bois im Arrondissement Bourg-en-Bresse.

## Geografie
Die Gemeinde Saint-Étienne-du-Bois liegt am Sevron zwischen Bresse und Revermont, zehn Kilometer nordöstlich von Bourg-en-Bresse.
Umgeben ist Saint-Étienne-du-Bois von den Nachbargemeinden Bény im Norden, Villemotier im Norden und Nordosten, Courmangoux im Nordosten, Val-Revermont im Osten, Meillonnas im Südosten, Jasseron im Südosten und Süden, Viriat im Südwesten und Westen sowie Marboz im Nordwesten.
Am westlichen Rand der Gemeinde führt die Autoroute A39 entlang.

## Bevölkerungsentwicklung
| Jahr                       | 1962 | 1968 | 1975 | 1982 | 1990 | 1999 | 2006 | 2012 | 2021 |
| -------------------------- | ---- | ---- | ---- | ---- | ---- | ---- | ---- | ---- | ---- |
| Einwohner                  | 1349 | 1355 | 1443 | 1876 | 1982 | 2046 | 2354 | 2489 | 2553 |
| Quellen: Cassini und INSEE |      |      |      |      |      |      |      |      |      |

## Gemeindepartnerschaft
1965 wurde eine Partnerschaft mit dem hessischen Ort Altenhaßlau, einem Teilort von Linsengericht in Deutschland eingegangen.

## Sehenswürdigkeiten

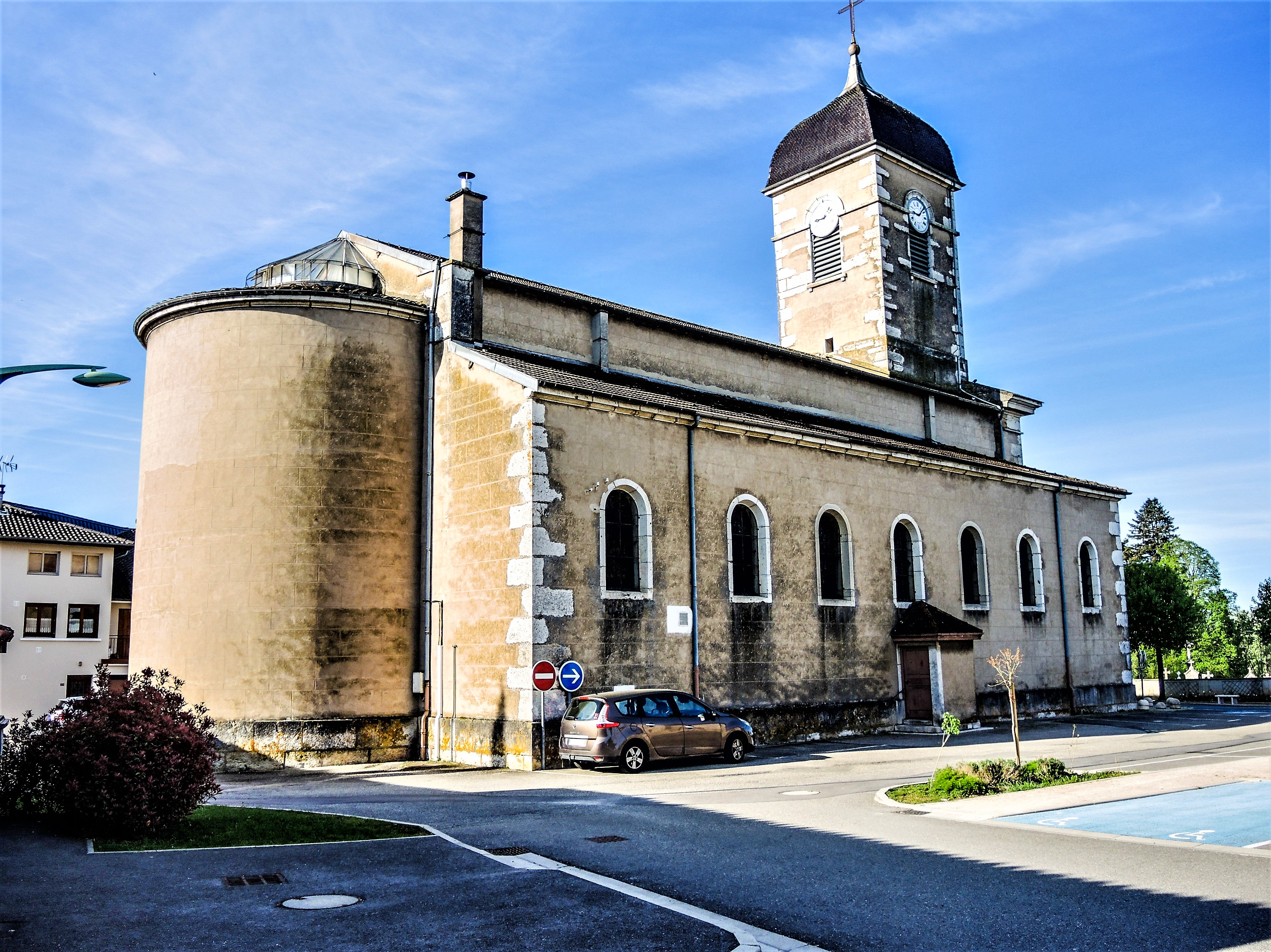
Kirche Saint-Étienne
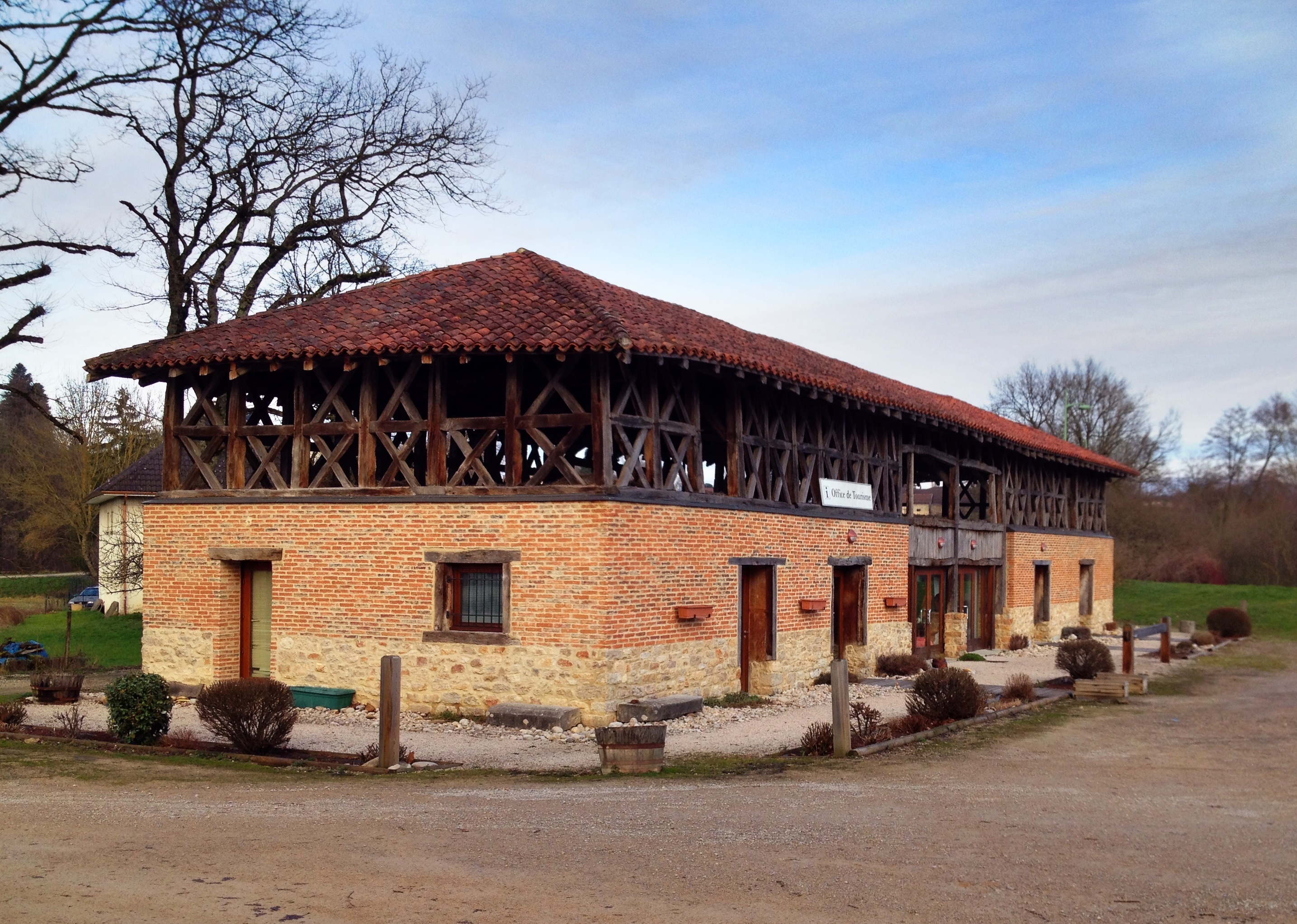
Gutshöfe Condal und Les Mangettes
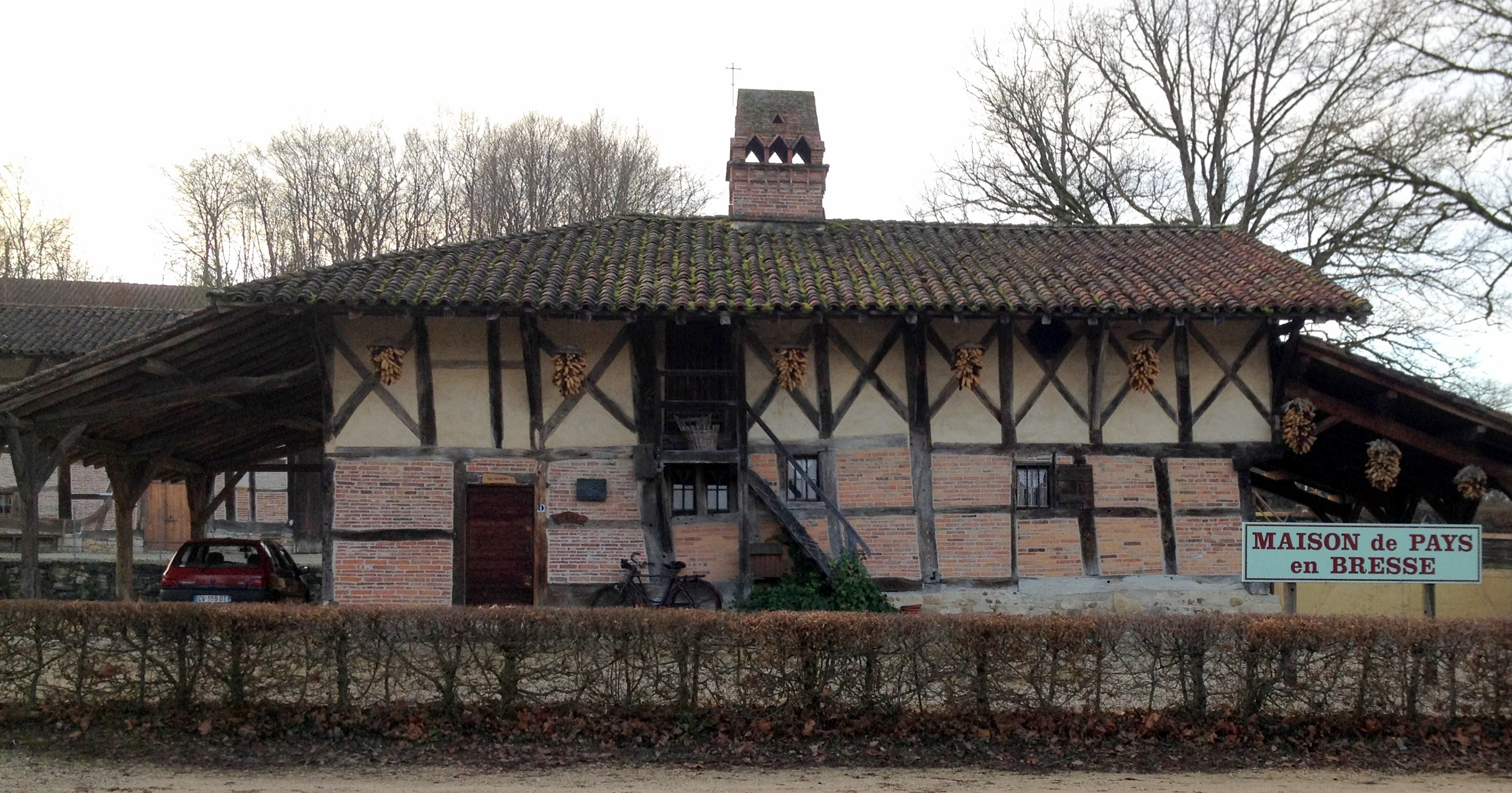
Gutshof Les Mangettes
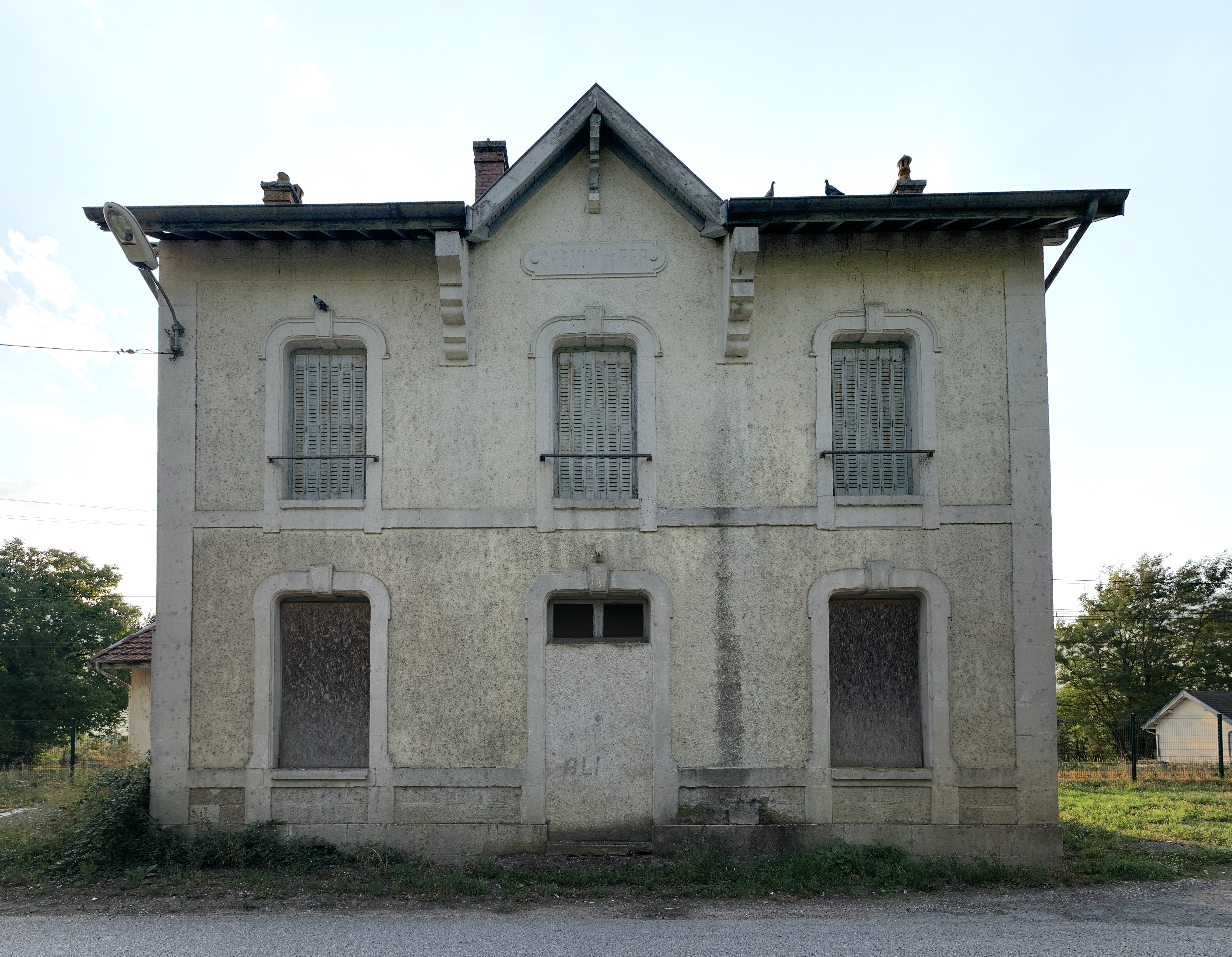
Ehemaliges Bahnhofsgebäude
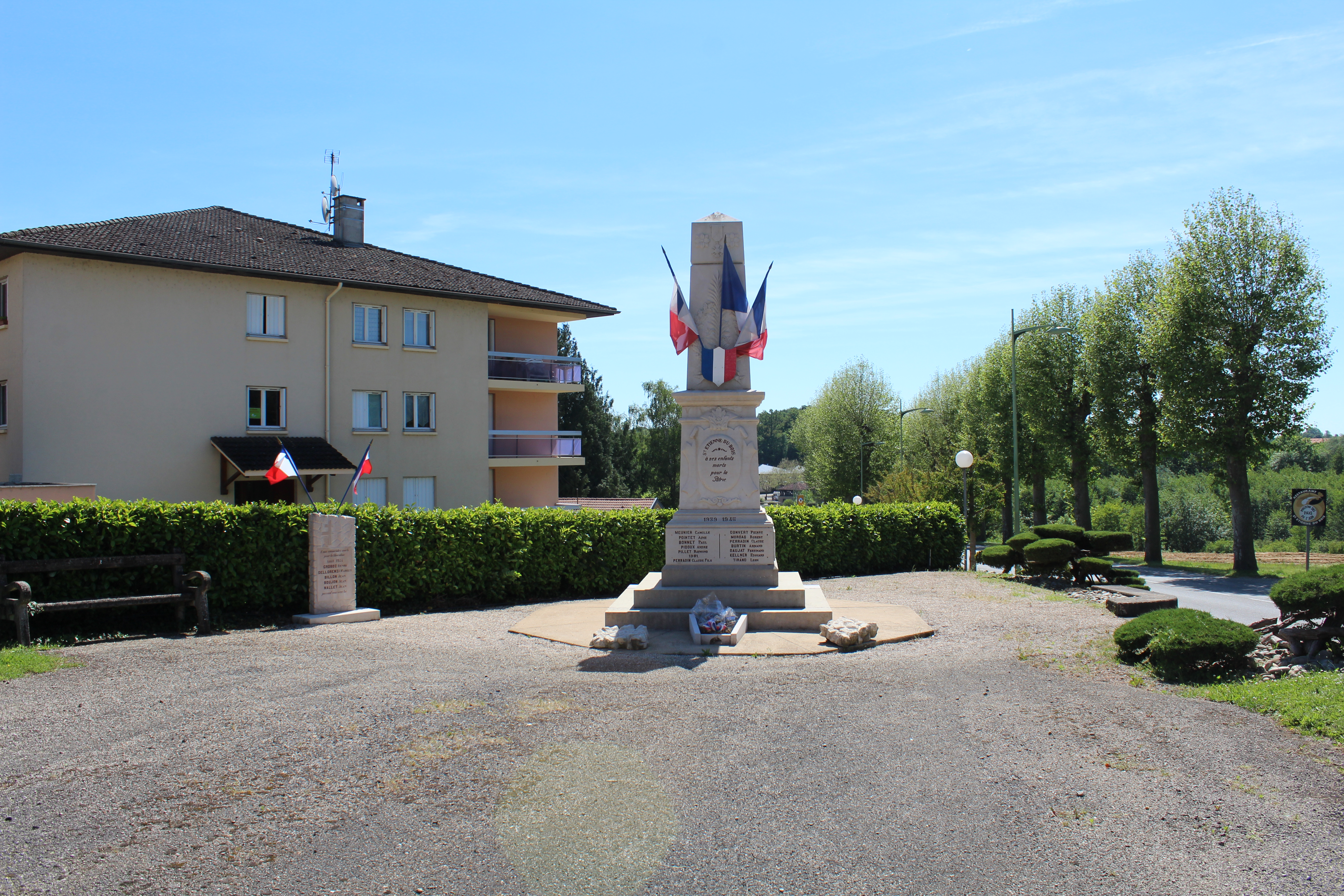
Gefallenendenkmal

- Kirche Saint-Étienne
- Gutshof Condal
- Gutshof Les Mangettes
- Ehemaliges Bahnhofsgebäude
- Gefallenendenkmal